# Ежек, Станислав
Станисла́в Е́жек (чеш. Stanislav Ježek; 21 ноября 1976, Прага, Чехия) — чешский каноист-слаломист. Участник двух летних Олимпийских игр. Чемпионата мира 2002 года в командных соревнованиях.

## Спортивная биография
Заниматься греблей Ежек начал в 10 лет. На международной арене Станислав Ежек довольно часто добивался успеха. В 1999 году Ежек стал обладателем кубка мира. 8 раз Станислав становился призёром мировых первенств, но только в 2006 году ему удалось завоевать медаль в личном первенстве, все остальные награды были добыты в командных соревнованиях.
Несмотря на успехи на мировых первенствах, на летних Олимпийских играх Ежек дебютировал только в 32 года на играх 2008 года в Пекине. В соревнованиях каноистов-одиночек Ежек пробился в финал. Во второй попытке Станислав показал второй результат, но не самое лучшее время в первой попытке позволило чешскому каноисту занять лишь 5-е место.
В 2012 году на летних Олимпийских играх в Лондоне Ежек принял участие в двух дисциплинах. В соревнованиях каноистов-одиночек Ежек пробился в финал, где с результатом 105,73 очка чешский гребец занял пятое место. В соревнованиях каноэ-двоек партнёром Станислава стал Вавринец Градилек. Чешская двойка смогла пробиться только в полуфинал, где заняла 9-е место.